# Guaratinguetá Futebol
Americana Futebol (dawniej znany jako Guaratinguetá Futebol Ltda) – brazylijski klub piłkarski z siedzibą w mieście Americana, leżącym w stanie São Paulo.

## Osiągnięcia
- Campeonato Paulista do Interior: 2007
- Wicemistrz drugiej ligi stanu São Paulo (Campeonato Paulista Série A2): 2006

## Historia
Guaratinguetá założony został 1 października 1998 pod nazwą Guaratinguetá Esporte Clube. Wśród grupy założycieli znajdował się doktor Mário Augusto Rodrigues Nunes, zwany Marinho.
4 listopada 1999 utworzono konsorcjum Consórcio de Guaratinguetá, które było firmą zarządzającą klubem, będącą wspólnym przedsiębiorstwem C.S.R Futebol e Marketing (którego właścicielem był Carlos Arini) oraz piłkarzy Césara Sampaio i Rivaldo.
26 listopada 1999 klub stał się członkiem federacji piłkarskiej stanu São Paulo (Federação Paulista de Futebol) i w następnym roku przystąpił do rozgrywek w piątej lidze stanowej (Campeonato Paulista Série B2).
W 2002 Consórcio de Guaratinguetá zakończyło działalność, jednak klub nie pozostał bez sponsorów, gdyż wsparli go biznesmeni Odário Mardegan Durães i Elmiro Aparecido de Faria.
Od roku 2004 sponsorem klubu był Sony Alberto Douer. W 2005 Sony Alberto Douer i Carlos Arini założyli firmę Sony Sports, której celem było zarządzanie klubem. Wkrótce do Sony Sports dołączyli dwaj ini przedsiębiorcy - Clementino Bolan i Gustavo Gazzolla. Wtedy doszło do zmiany nazwy klubu na obecnie stosowaną, po czym klub stał się spółką z ograniczoną odpowiedzialnością Guaratinguetá Futebol Ltda.
W 2006 Guaratinguetá zajął drugie miejsce w drugiej lidze stanu São Paulo (Campeonato Paulista Série A2) i choć wyeliminowany został w półfinale, awansował do pierwszej ligi (Campeonato Paulista Série A1).
15 października 2010 klub przenosi się do miasta Americana i zmienia nazwę na Americana Futebol.